# Środki ścierające

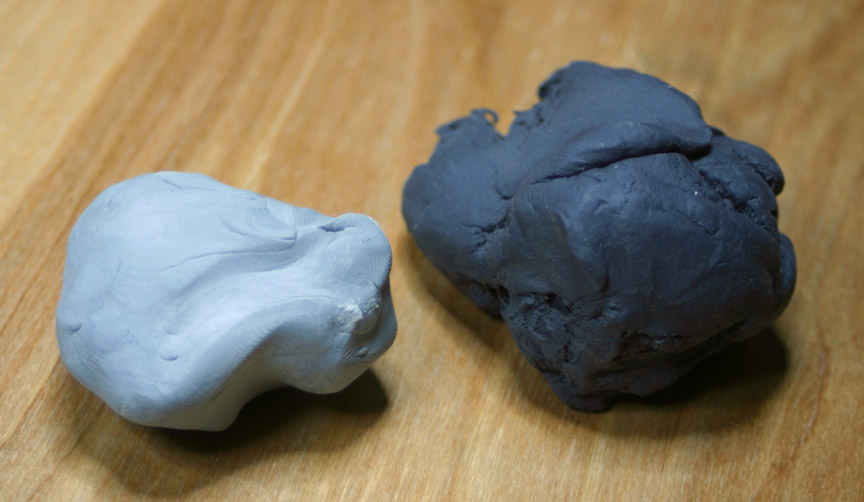
Gumki chlebowe

Środki ścierające – przybory używane do korekty rysunku. Używa się ich nie tylko do poprawiania i usuwania zbędnych kresek, lecz również do rozjaśniania partii obrazu i uwypuklania refleksów świetlnych.
- Zwykła lub plastikowa gumka ścierająca nadaje się tylko do prac wykonywanych twardszym ołówkiem. Rozmazuje miękki ołówek, grafit i węgiel.

- Gumka chlebowa (ugniatana) używana jest do usuwania grafitu, miękkiego ołówka i węgla, ponieważ działa na zasadzie przyklejania i wchłaniania cząsteczek materiału rysunkowego, a nie ścierania go z podłoża. Daje się dowolnie formować, dzięki czemu trafia dokładnie w wybrane miejsca. Nazwa pochodzi od wykorzystywanego dawniej w podobny sposób wilgotnego miękiszu chlebowego.